# 묘법연화경 권1 (충청북도 유형문화재 제357호)
묘법연화경 권1(妙法蓮華經 卷一)은 충청북도 충주시 주덕읍, 장왕사에 있는 조선시대의 부경이다. 2014년 3월 7일 충청북도의 유형문화재 제357호로 지정되었다.

## 개요
『妙法蓮華經』은 줄여서 ‘법화경’이라고 부르기도 하며, 실상과 방편을 설하며 누구나 부처가 될 수 있다는 것을 기본사상으로 하고 있다. 한국불교의 근본경전으로 화엄경과 함께 한국 불교사상 확립에 크게 영향을 끼쳤다.
모두 7권 중 1권 1책으로 1574년(선조 7)에 월악산 덕주사(德周寺)에서 간행한 목판본으로 간행시기와 간행처를 알 수 있고 임진왜란 직전의 불교와 인쇄문화를 알 수 있는 귀중한 자료이다.

## 참고 자료
- 묘법연화경 권1 - 국가유산청 국가유산포털